# 岸町 (東京都北区)
岸町（きしまち）は、東京都北区の町名。現行行政地名は岸町一丁目及び岸町二丁目。住居表示実施済み区域である。

## 地理
東京都北区の地理的中央に位置する。南北に狭小で細長い町域を持つ。北東を東十条、南東を王子、南の一部で西ケ原、南西を王子本町、北西を中十条と接する。
町域東辺をJRの鉄道路線と接し、町域北端と南端付近にそれぞれ2駅が所在する。

### 地価
住宅地の地価は、2025年（令和7年）1月1日の公示地価によれば、岸町1-16-2の地点で56万6000円/m2となっている。

## 歴史
岸とは本来荒川右岸にあたる一帯の村名であったが、1322年（元亨2年）、現在の王子本町に王子神社が勧請された際、村は王子村と改称し、当時岸稲荷と呼ばれていた王子稲荷神社周辺に岸の名が残されたという。江戸時代には王子村の小名として岸・岸ノ上が存在している。
1871年（明治4年）11月14日に浦和県（現埼玉県）から東京府に編入された。岸・岸ノ上は明治以降も王子村の字、王子村大字王子の小字、王子町大字王子の小字と変遷しつつ存続した。1932年（昭和7年）王子町が東京市に編入されて王子区王子町となると、岸の名は一端消滅するも、1939年（昭和14年）王子町・下十条町の各一部に岸町が成立し、復活した。1963年（昭和41年）住居表示を実施して現在に至る。

### 地名の由来
伝承によれば、王子村は荒川の上流から見て氾濫原の右岸にあたる台地であったことから古くは岸村と呼ばれた。

## 世帯数と人口
2023年（令和5年）1月1日現在（東京都発表）の世帯数と人口は以下の通りである。
| 丁目       | 世帯数    | 人口    |
| ---------- | --------- | ------- |
| 岸町一丁目 | 725世帯   | 1,100人 |
| 岸町二丁目 | 917世帯   | 1,387人 |
| 計         | 1,642世帯 | 2,487人 |

### 人口の変遷
国勢調査による人口の推移。
| 年                 | 人口  |
| ------------------ | ----- |
| 1995年（平成7年）  | 2,828 |
| 2000年（平成12年） | 2,718 |
| 2005年（平成17年） | 2,613 |
| 2010年（平成22年） | 2,527 |
| 2015年（平成27年） | 2,681 |
| 2020年（令和2年）  | 2,538 |

### 世帯数の変遷
国勢調査による世帯数の推移。
| 年                 | 世帯数 |
| ------------------ | ------ |
| 1995年（平成7年）  | 1,339  |
| 2000年（平成12年） | 1,373  |
| 2005年（平成17年） | 1,397  |
| 2010年（平成22年） | 1,449  |
| 2015年（平成27年） | 1,500  |
| 2020年（令和2年）  | 1,550  |

## 学区
区立小・中学校に通う場合、学区は以下の通りとなる（2023年10月時点）。
| 丁目       | 番地 | 小学校               | 中学校                 |
| ---------- | ---- | -------------------- | ---------------------- |
| 岸町一丁目 | 全域 | 北区立王子第二小学校 | 北区立王子桜中学校     |
| 岸町二丁目 | 全域 | 北区立十条小学校     | 北区立十条富士見中学校 |

## 交通

### 鉄道
町域内に鉄道駅は所在しない。しかし、徒歩利用可能圏内に鉄道駅が所在する。
- 東日本旅客鉄道（JR東日本）
  - 京浜東北線：王子駅、東十条駅
- 東京メトロ
  - 南北線：王子駅
- 東京都交通局
  - 荒川線：王子駅前停留場

### 道路
町域内を南北に分断するように東京都道455号本郷赤羽線が東西に走る。

## 事業所
2021年（令和3年）現在の経済センサス調査による事業所数と従業員数は以下の通りである。
| 丁目       | 事業所数  | 従業員数 |
| ---------- | --------- | -------- |
| 岸町一丁目 | 82事業所  | 752人    |
| 岸町二丁目 | 27事業所  | 89人     |
| 計         | 109事業所 | 841人    |

### 事業者数の変遷
経済センサスによる事業所数の推移。
| 年                 | 事業者数 |
| ------------------ | -------- |
| 2016年（平成28年） | 115      |
| 2021年（令和3年）  | 109      |

### 従業員数の変遷
経済センサスによる従業員数の推移。
| 年                 | 従業員数 |
| ------------------ | -------- |
| 2016年（平成28年） | 880      |
| 2021年（令和3年）  | 841      |

## 施設

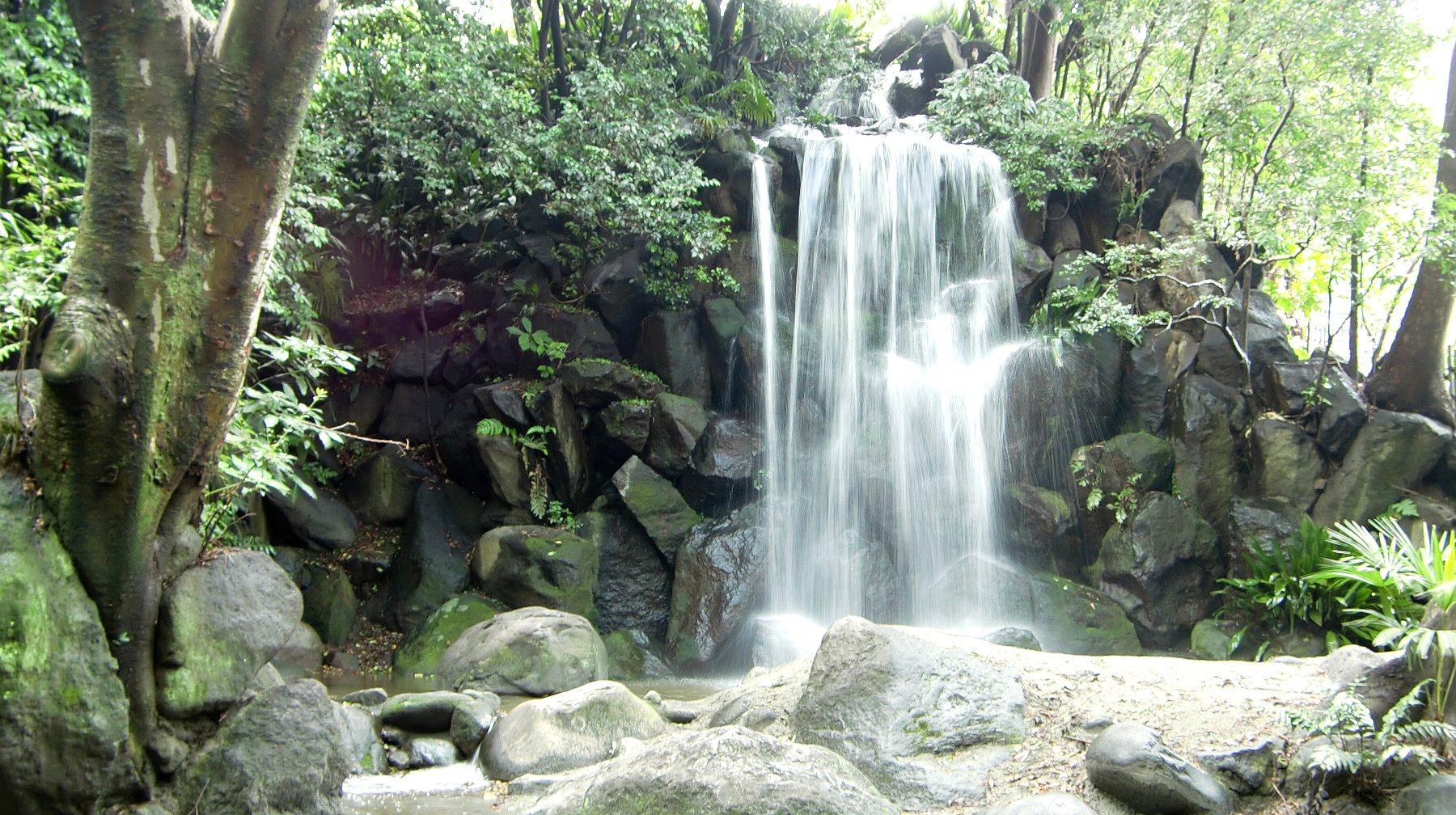
名主の滝公園

町域が狭小なために大きな施設などは目立たないが、比較的大きな施設として名主の滝公園が挙げられる。

### 岸町一丁目
- 岸町一丁目町会会館
- 名主の滝公園
- 金輪寺
- 王子稲荷神社
- 岸町ふれあい館
- 中央工学校 - 5号館

### 岸町二丁目
- 岸町二丁目町会会館
- ちんちん山公園
- 旧北区立十条台小学校 - 施設の一部が町域内に属する

## その他

### 日本郵便
- 郵便番号 : 114-0021[3]（集配局 : 王子郵便局[16]）。